# Peaux de vaches
Peaux de vaches je francouzské filmové drama z roku 1989. Natočila jej režisérka Patricia Mazuyová podle vlastního scénáře. Jde o její debutový celovečerní film. Hráli v něm Sandrine Bonnaire, Jean-François Stévenin, Jacques Spiesser a další. Hudbu k filmu složil Theo Hakola. Snímek byl neúspěšně nominován na Césara pro nejlepší filmový debut. Na Angerském festivalu získal cenu publika. Na festivalu v Cannes byl zařazen do sekce Un certain regard.